# Нако Делипетров
Нако Янев Делипетров е български революционер, деец на Вътрешната македоно-одринска революционна организация.

## Биография
Нако Делипетров е роден на 20 април 1851 година в кукушкото село Мутулово, тогава в Османската империя, днес в Гърция. От 1892 до 1909 година служи в роднотото си село като свещеник на Македонския български апостолически викариат. Присъединява се към ВМОРО през 1902 – 1903 година и ръководи местната селска организация. През Илинденско-Преображенското въстание се включва в четата на Иванчо Карасулийски, но е ранен в сражение и заловен от турци. Малтретиран е и с вериги е изпратен в затвора Беяз куле в Солун. Освободен е през 1904 година при общата амнистия и след това е легален деец на организацията до 1912 година.
По-късно се установява в София, като през 1934 година е свещеник в източнокатолическата енория „Успение Богородично“ в София.
На 16 февруари 1943 година, като жител на София, подава молба за народна пенсия, в която пише, „че съм роден от родители българи“, и която е одобрена и отпусната от Министерския съвет на Царство България.